# Burkina Faso na Letních olympijských hrách 2020
Burkina Faso se zúčastnila Letních olympijských her 2020 a reprezentovalo ji 7 sportovců v 5 sportech (5 mužů a 2 ženy). Jednalo se o desátou účast země na letních olympijských hrách. Na zahájení her byli jako vlajkonoši výpravy současně Angelika Ouedraogová a Hugues Fabrice Zango.
Země na těchto hrách získala vůbec první medaili ve své historii, když atlet Hugues Fabrice Zango získal za svůj výkon v trojskoku bronzovou medaili. V konečném medailovém pořadí zemí se tak Burkina Faso umístila na děleném 86. místě.

## Medailisté
| Medaile | Jméno sportovce      | Sport    | Disciplína      | Datum dosažení |
| ------- | -------------------- | -------- | --------------- | -------------- |
| Bronz   | Hugues Fabrice Zango | Atletika | Muži – Trojskok | 5. srpna       |